# Megszállt palesztin területek
A megszállt palesztin területek (angolul: occupied Palestinian territories vagy Occupied Palestinian Territory) a hajdani Brit Palesztin Mandátum területének azon részei, melyeket Izrael az általa szomszédai ellen 1967-ben indított hatnapos háború során foglalt el. E területek, a Gázai övezet és Ciszjordánia jelenleg is az Egyesült Nemzetek Szervezete által illegálisnak ítélt izraeli katonai megszállás alatt állnak. Ezek a területek alkotják az 1988-ban kikiáltott Palesztin Államot, amelyet az ENSZ 193 tagállamából 146 és az Apostoli Szentszék is önálló államként ismer el.

## Háttér
Palesztina Jeruzsálem ostroma után, 637-ben került a Rásidún kalifák uralma alá és vált az iszlám világ részévé. Gázát is ebben az évben foglalta el Amr ibn al-Ász. A muszlimok a zsidókat és keresztényeket egyaránt a könyv népeinek tekintették, akik így megtarthatták vallásukat, saját közösségük ügyeit pedig saját törvényeik szerint intézhették (dzimma). Az arab uralom időszakában gyors akkulturáció és arabizálódás zajlott le a terület népességének körében.
1516-tól Palesztina az Oszmán Birodalom része volt. A muszlim dzimma hagyományát követve az oszmánok meglehetős türelemmel bántak nem muszlim alattvalóikkal. A soknyelvű és felekezetileg is sokszínű Oszmán Birodalom közigazgatásában a vallási felekezetek autonómiát élveztek, belügyeiket saját szokásaik és törvényeik szerint maguk intézhették (millet-rendszer). 
Az 1914-ben kirobbant első világháborúban az Oszmán Birodalom a központi hatalmak a (Német Császárság, az Osztrák–Magyar Monarchia, az Oszmán Birodalom és Bulgária) oldalán vett részt, a szultán pedig 1914 novemberében dzsihádot, szent háborút hirdetett az antanthatalmak ellen. A gazdasági erőforrásokért, gyarmatokért és a politikai befolyás kiterjesztésérért az antanthatalmakkal vívott háborúból az Oszmán Birodalom vesztesként került ki. Azonban e vereséghez nagyban hozzájárult az, hogy a britek és franciák kihasználták a birodalom területén a XIX. század óta növekvő etnikai feszültségeket, különösen az egyre erősebb arab nacionalizmust. A háború első szakaszában az antantot súlyos kudarcok érték a törökök elleni harcban (pl. a fekete-tengeri orosz kikötők török lövetése,  Dardanellák ostroma). Ezért a britek megkeresték Huszein bin Ali mekkai emírt, hogy rávegyék egy törökök elleni arab népfelkelés indítására. Az 1915 júliusa és 1916 márciusa közt lefolyt McMahon–Huszein-levélváltás során a törökök elleni arab népfelkelésért cserébe a britek egy független arab állam létrehozását ígérték. 1916. június 5-én megkezdődött az arab felkelés.
Azonban 1917-ben a britek a Balfour-nyilatkozatban ígéretet tettek a cionista zsidó szervezeteknek egy zsidó nemzetállam létrehozására a Palesztin mandátum területén, amire azonban az arabok igényt tartottak saját leendő új országuk részeként, a terület lakosságnak döntő többsége ugyanis muszlim, keresztény és drúz vallású arabokból állt.

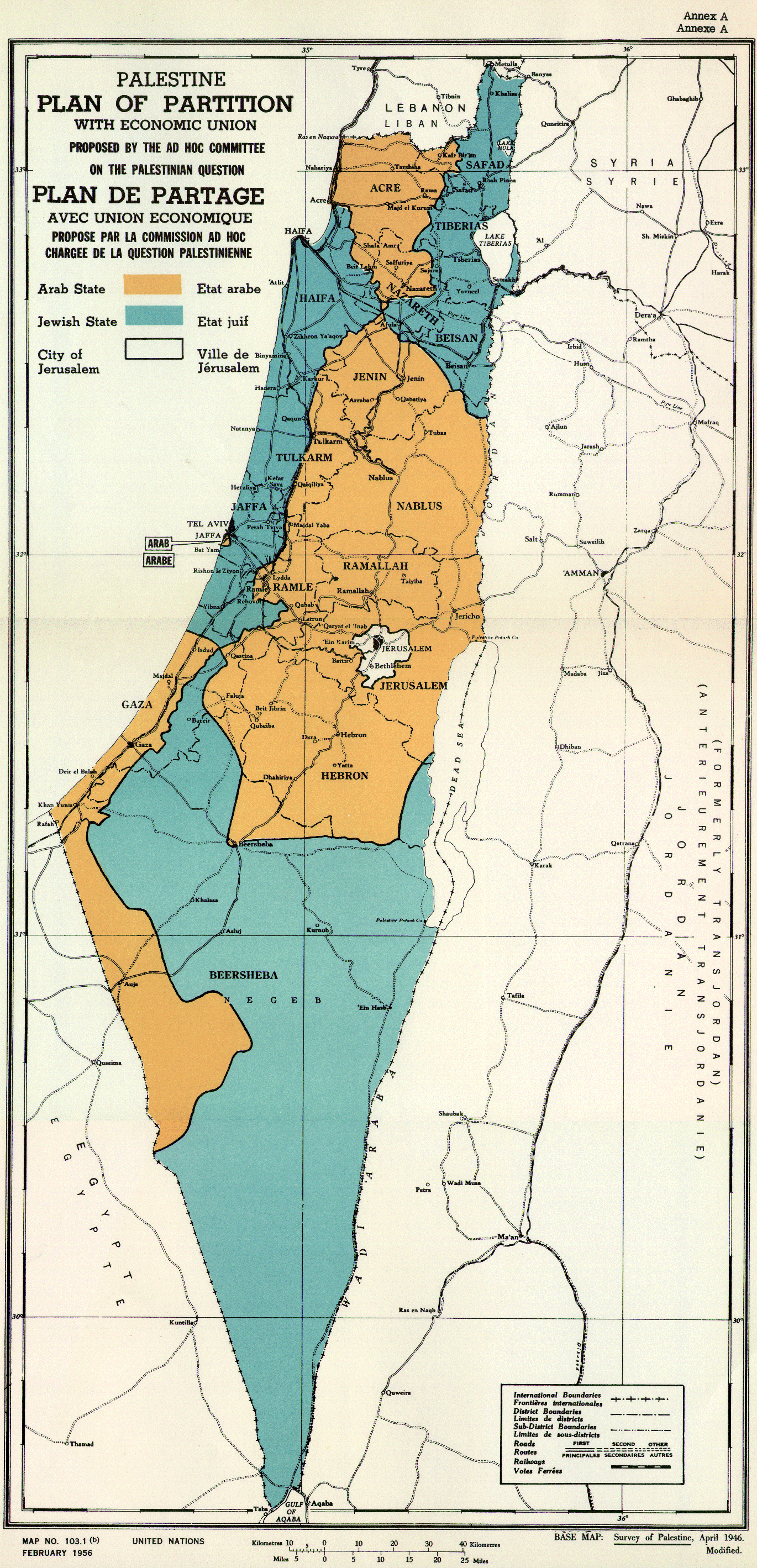
Az ENSZ 1947-es terve a Palesztin Mandátum felosztására

A háború után az antant hatalmai felosztották maguk közt az Oszmán Birodalom területeit. A Levante területe mandátumként került francia és brit fennhatóság alá. Ezt a fennhatóságot a világháború után létrehozott Népszövetség törvényesítette a mandátumrendszer keretében. A népszövetségi mandátumok rendszerét az 1919. június 28-án hatályba lépett Nemzetek Szövetsége Egyezségokmányának 22. cikkelye hozta létre. Így került a terület brit fennhatóság alá, Brit Palesztin Mandátum néven. A brit igazgatás 1920 júliusában kezdődött, a mandátum pedig 1923. szeptember 29-től volt hatályos. Az I. világháború vége és 1947 között brit mandátumterület, tulajdonképp gyarmat volt. 
A világháború után  megindult  a zsidók cionista mozgalom szervezte tömeges betelepülése, amit a zsidók hazatérésnek (alija) neveztek. A zsidó bevándorlás gyorsan komoly feszültségekhez vezetett. E feszültségek első látványos kirobbanása volt a Burák felkelés 1929 nyarán. A zavargások és harcok során elpusztult Gáza zsidónegyede. A '30-as és '40-es évekre állandósult a feszült, polgárháborúhoz közeli helyzet palesztin arabok és zsidók közt egész Palesztinában.
A második világháború után a britek visszaadták a mandátumot az Egyesült Nemzetek Szervezetének, a kezelhetetlen politikai helyzetre hivatkozva. A konfliktus rendezésének szándékával 1947. november 29-én az ENSZ Közgyűlése Palesztinát zsidó és palesztin államra osztotta. Bár a számukra rendkívül előnytelen, a népességi arányokat és a tényleges területi viszonyokat nem tükröző tervet az arabok elutasították, a cionista zsidó szervezetek 1948. május 14-én egyoldalúan kikiáltották Izrael állam megalakulását. Ez a lépés az eddigi izraeli-palesztin polgárháború kiszélesedéséhez, az 1948-as arab-izraeli háború kitöréséhez vezetett. A polgárháború és az arab-izraeli háború eseményei az arab lakosság tömeges meneküléséhez vezettek. 
Az 1948-as arab-izraeli háború tűzszünettel zárult. A Palesztin Mandátum területének nagy részét Izrael foglalta el, míg két kisebb terület, a Gázai övezet, melyet egyiptomi, és Ciszjordánia, melyet jordán erők foglaltak el, arab ellenőrzés alá került. A tűzszünet nyomán a harcoló feleket elválasztó tűzszüneti vonal jelentette az érintett országok de facto határát. A palesztin menekültek jelentős része lelt menedékre Ciszjordániában és a Gázai övezetben, az UNRWA által létrehozott menekülttáborokban.

A Palesztin Állam területe, kormányzóságai

1967-ben Izrael megtámadta arab szomszédait és a hatnapos háború során elfoglalta Gázát és Ciszjordániát. A megszállt területeken az 1970-es évek elejétől kezdve Izrael zsidó telepeket létesít, melyeket az ENSZ illegálisnak ítél. A Palesztinai Felszabadítási Szervezet 1988. november 15-én Algírban kiadta a Palesztin függetlenségi nyilatkozatot, bejelentve a Palesztin állam létrejöttét. Az ENSZ az izraeli-palesztin konfliktus lezárására a kétállami megoldást tekinti járhatónak, így a konfliktus lezárásának legfőbb akadályaként tekint a palesztin területek törvénytelen megszállására és a telepépítésre. Ennek megfelelően az ENSZ különféle szerveinek számos határozata foglalkozik a kérdéssel.
Az Egyesült Nemzetek Szervezete Közgyűlése 2024. szeptember 18-án fogadta el az A/RES/ES-10/24 jelű határozatot, amely felszólítja Izraelt, hogy tartsa be a nemzetközi jog követelményeit és a határozat keltétől számított legfeljebb 12 hónapon belül vonja vissza katonai erőit a megszállt palesztin területekről, mind a szárazföldről, mind a légtérből, mind a felségvizekről, azonnal hagyjon fel minden új telepépítési tevékenységgel, evakuálja az összes telepest a megszállt területekről, és bontsa el az általa épített határzár azon részeit, amelyeket megszállt ciszjordániai területen létesített. A Közgyűlés elvárja továbbá Izraeltől, hogy visszaadja a földbirtokokat és egyéb ingatlanvagyont, valamint a megszállás 1967-es kezdete óta lefoglalt összes vagyonelemet, és minden kulturális tulajdont és javat, amelyet palesztinoktól és palesztin intézményektől vett el, és minden természetes és jogi személynek jóvátételt fizessen, akinek a megszállás alatt kárt okozott.